# John Hult (kompositör)
John Ivar Gideon Hult, född 29 november 1899 i Solna församling, Stockholms stad, död 16 februari 1987 i Västerås Badelunda församling, Västmanlands län, var en svensk kompositör, kyrkomusiker och organist.

## Biografi
Hult, som var son till av järnvägstjänsteman Johan Hult och Amanda Jonsson, avlade högre organistexamen 1926, musiklärarexamen 1927 och kyrkosångarexamen vid Kungliga Musikhögskolan 1931. Han var organist i Sundsvalls kyrka 1928–1966, bedrev privat musiklärarverksamhet från 1928 och innehavare av Sundsvalls musikinstitut från 1946. Han var dirigent i Härnösands stifts kyrkosångsförbund 1928–1960, i Sundsvalls orkesterförening 1931–1966, huvuddirigent vid rikskyrkosångshögtider i Östersund 1947 och i Sundsvall 1959. Han höll ett 70-tal orgelkonserter i Sveriges radio 1930–1950 och var ordförande i Sundsvalls stads musikkommitté 1945–1966. Han komponerade Passacaglia för orgel (1927), Norrländsk svit för orkester (1929) samt ett flertal kantater, körverk, sångspel, oden och filmmusik. Han tilldelades Sveriges orkesterföreningars riksförbunds och Sveriges kyrkosångsförbunds styrelses förtjänsttecken samt kulturstipendium från Sundsvalls stad och Västernorrlands läns landsting. 

## Filmmusik
- 1948 – Intill helvetets portar
- 1948 – Jag är med eder...